# Мъже в черно: Глобална заплаха
„Мъже в черно: Глобална заплаха“ (на английски: Men in Black: International) е американски научнофантастичен филм от 2019 г. на режисьора Ф. Гари Грей. Той е четвъртият от поредицата „Мъже в черно“. Главните роли се изпълняват от Крис Хемсуърт и Теса Томпсън.

## Заснемане
Снимките започват на 9 юли 2018 г. в Лондон и продължават в Маракеш и Ню Йорк. По-късно същия месец е обявено, че Ема Томпсън ще се завърне към ролята си на Агент О. През август Ребека Фъргюсън се присъединява към състава. На 17 октомври Хемсуърт потвърждава, че снимките са приключили.